# Good Credit
«Good Credit» — песня американских рэперов Playboi Carti и Кендрика Ламара. Она была выпущена 14 марта 2025 года в качестве пятнадцатого трека третьего студийного альбома Карти Music (2025). Это третья песня Ламара в альбоме в целом после «Mojo Jojo» и «Backd00r». Продюсером песни является Cardo.

## Композиция
В песне звучит куплет Ламара, в котором он называет словенского баскетболиста Луку Дончича по имени и делает колкие замечания в адрес рэпера ASAP Relli по поводу его недавнего дела о нападении на ASAP Rocky. Ламар также называет Playboi Carti (Джордан Террелл Картер) и Cardo, продюсера песни, своими «злыми близнецами», по отношению к каждому из них соответственно. Некоторые, например DJ Akademiks, предположили, что текст Ламара в «Good Credit» и двух других его песнях, «Mojo Jojo» и «Backd00r», является тонким намёком на канадского рэпера Дрейка после их вражды в прошлом году. Он также показал участие Ламара в творческом направлении альбома, поскольку рэпер начал работать вместе с Playboi Carti с октября-ноября 2024 года.
Поскольку на стриминговых платформах отсутствуют продюсерские кредиты для многих песен Music, некоторые предположили, что Канье Уэст участвовал в создании «Good Credit» из-за специфического использования сэмплов. Однако эти слухи были опровергнуты. После выхода Music Уэст написал в твиттере, что не одобряет включение Ламара в альбом.

## Отзывы
Песня была хорошо принята музыкальными критиками. Billboard поместил песню на первое место в списке лучших гостевых номеров альбома Playboi Carti Music, отметив «острое, как бритва, остроумие и точность Ламара, когда он насмехается над A$AP Relli и, возможно, другими канадскими недругами, препарируя славу, богатство и власть. Он легко переключает потоки, а энергичная харизма Карти делает контролируемую подачу Комптонского рэпера еще более мощной». Billboard также назвал эту песню четвертой лучшей в Music, отметив силу сотрудничества между Playboi Carti и Ламаром.

## Чарты
| Чарт (2025)                            | Высшая позиция |
| -------------------------------------- | -------------- |
| Австралия (ARIA)                       | 50             |
| Австралия (Hip Hop/R&B, ARIA)          | 14             |
| Канада (Billboard Canadian Hot 100)    | 31             |
| Мир (Billboard Global 200)             | 20             |
| Литва (AGATA)                          | 16             |
| Новая Зеландия (Recorded Music NZ)     | 31             |
| Швеция (Heatseeker, Sverigetopplistan) | 4              |
| Великобритания (UK Streaming, OCC)     | 56             |
| США (Billboard Hot 100)                | 17             |
| США (Billboard Hot R&B/Hip-Hop Songs)  | 7              |